# 5284 Orsilocus
5284 Orsilocus este o planetă minoră (asteroid), cu un diametru de 50,159 km, din Asteroid troian al lui Jupiter. A fost descoperită pe 1 februarie 1989 la Observatorul Palomar de Carolyn S. Shoemaker și a fost numită după Orsilochus⁠(d). 
Obiectul prezintă o orbită caracterizată de o semiaxă mare de 5,2255322 UAi, o excentricitate de 0,083, o înclinație de 20,22435 ° în raport cu ecliptica.